# Ein Nutzen von Philosophie ist nicht erwiesen, aber ein Schaden ist möglich
Ein Nutzen von Philosophie ist nicht erwiesen, aber ein Schaden ist möglich (russisch Польза философии не доказана, а вред от неё возможен / Pólsa filossófii nje dokásana, a wred ot nejó wosmóschen, wiss. Transliteration Pol'za filosofii ne dokazana, a vred ot neë vozmožen) ist ein Aphorismus von P. A. Schirinski-Schichmatow, dem Minister für Volksbildung des Russischen Reiches.

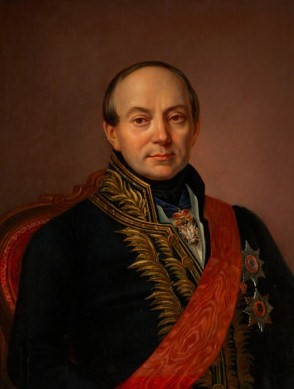
Platon Alexandrowitsch Schirinski-Schichmatow

## Historische Umstände
Die strengsten Beschränkungen für den Philosophieunterricht wurden nach den europäischen Revolutionen von 1848 eingeführt.  
Der Satz stand im Zusammenhang mit den Plänen des 1849 neu ernannten Ministers, die Philosophie aus den universitären Fächern auszuschließen, was 1850 auch umgesetzt wurde, wonach sich der Philosophieunterricht im Wesentlichen auf Logik und Psychologie beschränkte und den Professoren der Theologie die Pflicht auferlegt wurde, Philosophiekurse zu lesen. Diese Maßnahme stand im Einklang mit der allgemeinen Politik der letzten Periode der Herrschaft von Nikolaus I. (seit 1848). Die Philosophie als Disziplin und vor allem die westeuropäische Philosophie wurde als Quelle der Empörung betrachtet.
Ursprünglich sollte an der Universität ein Lehrstuhl für Philosophie eingerichtet werden, um die idealistischen philosophischen Systeme des „verrotteten“ Westens zu bekämpfen. Als sich die Professoren jedoch weigerten, Kant, Schelling und Hegel zu widerlegen, wurde dieser Lehrstuhl 1850 „wegen mangelnder Verwendung“ abgeschafft.
In der Folge verlagerte sich das Studium der Philosophie von den  Universitäten im Russischen Kaiserreich an die  theologischen Akademien in St. Petersburg, Moskau, Kasan und Kiew.

## Die Phrase in der zeitgenössischen Kultur
Die Formulierung wird oft ungenau zitiert. Andere Varianten sind ebenfalls möglich. Insbesondere wird das Wort Philosophie aus dem Satz herausgenommen oder durch ein anderes Wort ersetzt. Die letztgenannte Ersetzung bezieht sich auf eine absichtliche Änderung der Formulierung, wenn die Formulierung nicht verwendet wird, um die Philosophie zu kritisieren, sondern etwas anderes.
Bei textnahen Zitaten hängt die Verwendung des Satzes von der Absicht des Zitierenden ab. Wenn er damit nicht einverstanden ist, dient dies als charakteristisches Beispiel für die Haltung der Bürokratie und der Politiker gegenüber der Philosophie, der Bildung und der Wissenschaft im Allgemeinen. Wenn man dem zustimmt, ist der Satz ein Argument gegen Philosophie und nutzloses Theoretisieren.
Dieser Satz wird oft fälschlicherweise S. S. Uwarow zugeschrieben, der unmittelbar vor Schirinski-Schichmatow Minister für Volksbildung war, oder dem Zaren Nikolaus I. selbst.